# Bojacá (ort)
Bojacá är en ort i Colombia.   Den ligger i departementet Cundinamarca, i den centrala delen av landet, 30 km väster om huvudstaden Bogotá. Bojacá ligger 2 583 meter över havet och antalet invånare är 4 399.
Terrängen runt Bojacá är varierad. Runt Bojacá är det tätbefolkat, med 659 invånare per kvadratkilometer. Närmaste större samhälle är Madrid, 8,5 km öster om Bojacá. Trakten runt Bojacá består i huvudsak av gräsmarker.